# World Party
I World Party sono un gruppo musicale pop/alternative rock inglese formato nel 1986. 

## Storia
Il gruppo inizialmente ruotò attorno alla figura di Karl Wallinger, ex membro dei The Waterboys. Divenne famoso per il brano She's the One pubblicato sull'album Egyptology che malgrado il flop commerciale ricevette l'Ivor Novello Award. In seguito il pezzo fu portato al successo da Robbie Williams.

## Discografia
- Private Revolution (1986)
- Goodbye Jumbo (1990)
- Bang! (1993)
- Egyptology (1997)
- Dumbing Up (2000)
- Best in Show (2007) (greatest hits)
- Arkeology (2012) (raccolta)